# Via das pentoses-fosfato
A via das pentoses-fosfato é uma via alternativa de oxidação de glicose-6-fosfato, que leva à produção de três compostos, a ribose-5-fosfato, CO2 e o NADPH.
- A ribose-5-fosfato, produto da reação da ribulose-5-fosfato com a enzima ribulose-5P isomerase,  é a pentose constituinte dos nucleotídeos, que vão compor os ácidos nucleicos, e de muitas coenzimas, como o ATP, NADH, FADH2 e coenzima A.
- O NADPH que atua como coenzima doadora de hidrogênio em sínteses redutoras e em reações para proteção contra compostos oxidantes.

Em outros tecidos, o produto final da via das pentoses não é a pentose e sim o NADPH+, necessário para redução das vias biossintéticas ou contrapor efeitos deletérios dos radicais do oxigênio.
Na via das pentoses são produzidos vários açúcares fosforilados, com um número variável de átomos de carbono. A energia vinda da oxidação da glicose é armazenada sob a forma de NADPH e não de ATP, como na glicólise.
A via das pentoses fosfato compreende uma etapa inicial que é oxidativa, na qual a glicose-6-fosfato é convertida como produto final em ribulose-5-fosfato, CO2 e NADPH por duas oxidações intercaladas por uma reação de hidrólise.
- A etapa oxidativa ocorre no sentido da conversão de NADP a NADPH e produção de Pentoses-fosfato. A etapa seguinte, que não é oxidativa, recicla as pentoses fosfato a glicose-6-P.

Assim como a glicólise a via das pentoses ocorre no citosol; elas estão relacionadas por intermediários comuns que são a glicose-6-fosfato, frutose-6-fosfato e o gliceraldeído-3-fosfato.  Esse compartilhamento de intermediários e a interconversibilidade permite que esta seja uma via de integração entre várias linhas metabólicas.

Estruturas dos componentes da via das pentoses-fosfato representadas através de projeções de Fischer e do modelo poligonal 
Os intermediários da via das pentoses-fosfato apresentados utilizando projeções de Fischer mostram as mudanças químicas passo a passo em ambas as fases, oxidativa e não oxidativa. Essa imagem pode ser comparada à representação através do modelo poligonal. 

Regulação da via das pentoses
A atividade da via das pentoses vai variar de acordo com tecido, sendo mais intensa em tecidos que ativam ácidos graxos ativamente, como é o caso do fígado e do tecido adiposo. As duas desidrogenases que participam da via convertem NADP a NADPH e vão ser inibidas competitivamente por NADPH.
A utilização da glicose-6-fosfato pela via das pentoses ou pela glicólise vai depender das relações ATP/ADP e NADPH/NADP existentes nas células.
- Quando a relação ATP/ADP é baixa, a glicose vai ser degradada pela via glicolítica, produzindo ATP; não vai ocorrer a síntese de ácidos gordos e a relação NADPH/NADP é alta, inibindo a via das pentoses.
- Mas se a relação ATP/ADP é alta, a via glicolítica fica inibida e a síntese de ácidos gordos é favorecida, consumindo NADPH e eliminando a inibição das desidrogenases.

Portanto quando a carga energética das células é alta, o consumo de glicose-6-fosfato pela via das pentoses é favorecida.
A via das pentoses é ativa quando as taxas glicémicas são altas; os níveis altos de insulina resultantes acarretam, no tecido adiposo, aumento da permeabilidade à glicose e, no fígado, intensa síntese de glicocinase. Essas duas condições propiciam a síntese de ácidos graxos, que também é estimulada pela insulina.
Então: A entrada de Glicose-6-P na via glicolítica ou na via das Pentoses-fosfato é basicamente determinada pelas concentrações relativas de NADP+ e NADPH.
1. ↑  Bonafe, C. F. S.; Bispo, J. A. C.; de Jesus, M. B. (2018). The Polygonal Model: A Simple Representation of Biomolecules as a Tool for Teaching Metabolism. Biochemistry and Molecular Biology Education. 46: 66-75. DOI - 10.1002/bmb.21093.